# Phoenicoprocta biformata
Phoenicoprocta biformata är en fjärilsart som beskrevs av Gibbs. Phoenicoprocta biformata ingår i släktet Phoenicoprocta och familjen björnspinnare. Inga underarter finns listade i Catalogue of Life.